# Fontaines-d'Ozillac
Fontaines-d'Ozillac là một xã trong tỉnh Charente-Maritime trong vùng Nouvelle-Aquitaine, tây nam nước Pháp. Xã Fontaines-d'Ozillac nằm ở khu vực có độ cao từ 38-93 mét trên mực nước biển.
Sông Seugne tạo thành phần lớn ranh giới phía đông của xã này.

## Lịch sử biến động dân số
| Năm  | Dân số | Mật độ |
| ---- | ------ | ------ |
| 1962 | 437    | -      |
| 1968 | 442    | -      |
| 1975 | 378    | -      |
| 1982 | 329    | -      |
| 1990 | 370    | -      |
| 1999 | 394    | 28/km² |